# 대보 조산운동

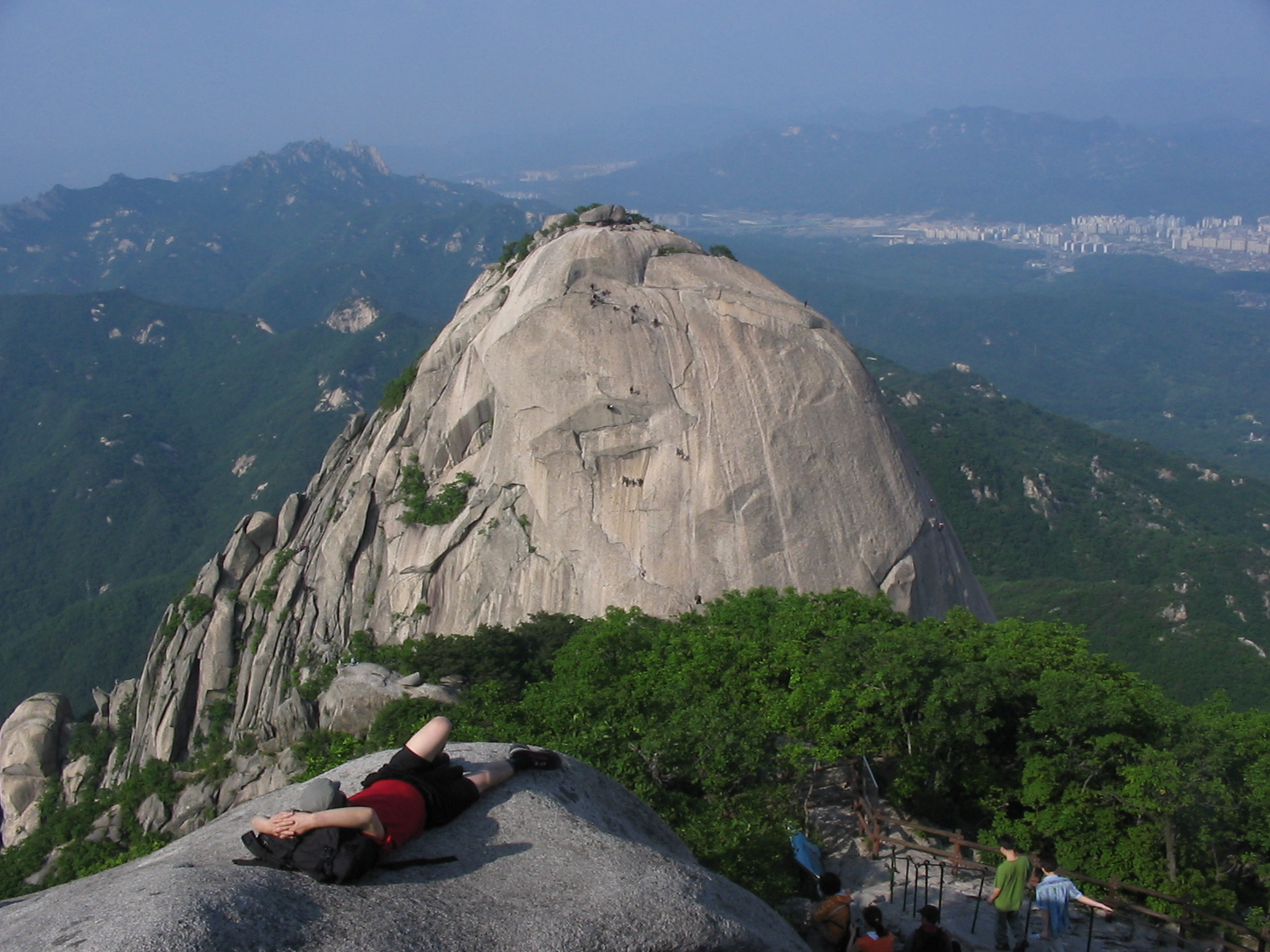
중생대 대보 화강암으로 구성된 북한산 인수봉

대보 조산운동(大寶造山運動) 은 약 1억 8천만년 전 ~ 1억 2천만년 전에 해당하는 쥐라기 초기부터 백악기 초기에 걸쳐 일어난 한반도 지질사상 가장 격렬했던 대규모 조산 운동으로 이름은 1927년 일제강점기에 일본인 지질학자가 평안남도 대동군 대보면에 위치한 대보탄전에서 큰 충상단층을 발견하고 이의 원인을 대보 충동이라 명명한 데에서 유래했으며 이로 인해 대보층 아래에 퇴적되어 있던 지층들과 평안 누층군은 심한 습곡 작용과 역단층 작용을 받아 대동층은 아래 지층을 경사 부정합으로 덮고 있다. 

## 대보 화강암
대보 조산운동 과정에서 관입한 한국의 화강암을 대보 화강암이라고 하며 서울의 북한산과 도봉산 일대에서 강원도의 설악산까지 이어진 산맥을 이루는 화강암들은 모두 대보 화강암이다. 

### 포천시

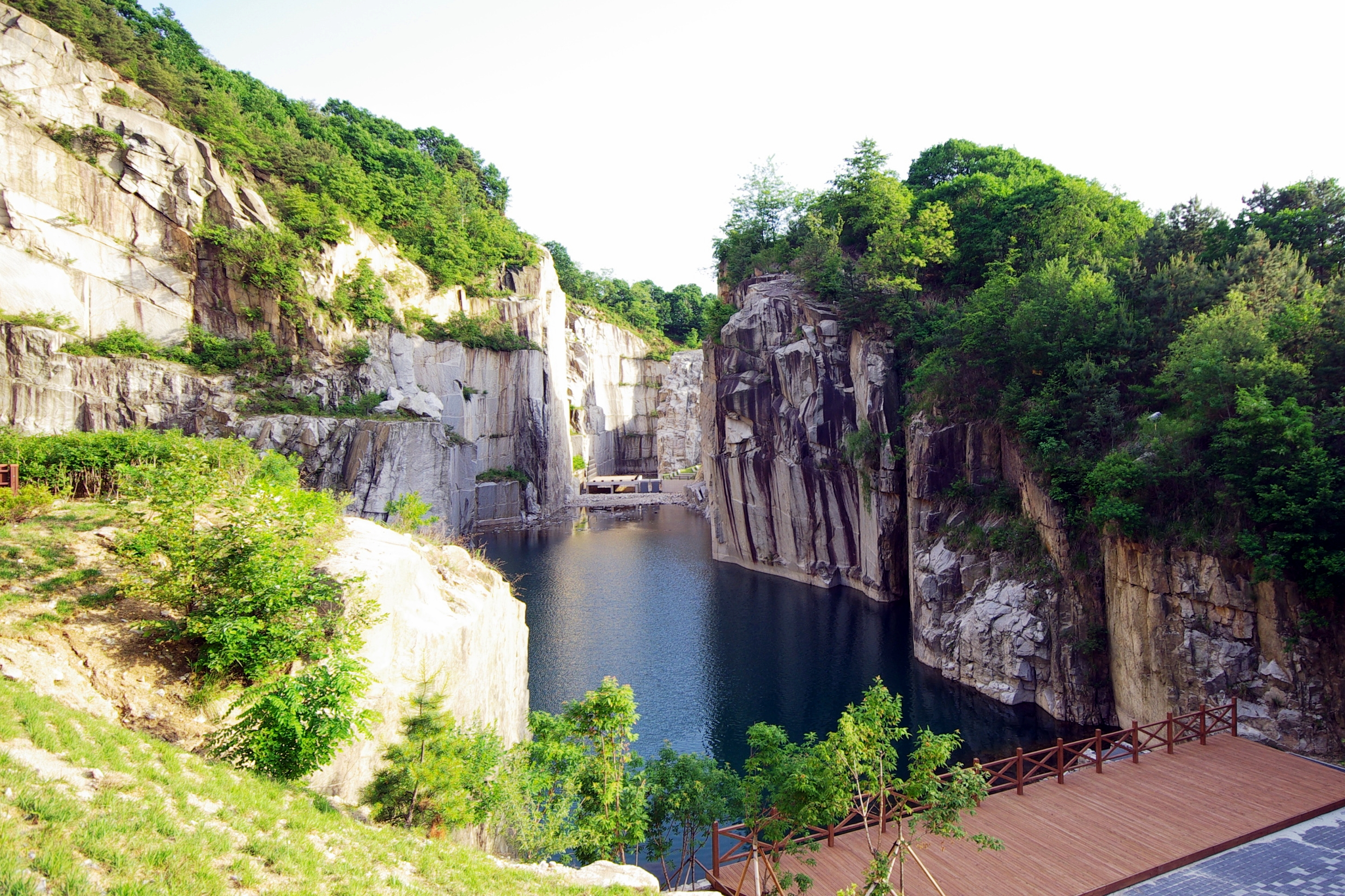
포천 아트밸리의 대보 화강암 함석류석 흑운모 화강암

## 대보 화강암 분포 지역

### 원주시
경기 육괴 내 대보 화강암
- 이천 설봉산 삼형제바위
- 여주 마암 측면
- 여주 마암 전면
- 원주시 지정면 간현리 간현관광지
- 원주시 지정면 간현리 간현관광지
- 원주시 문막읍 반계리 반계저수지 지방도 제349호선 도로변
- 원주시 문막읍 반계리 반계저수지 지방도 제349호선 도로변
- 원주시 문막읍 반계리 반계저수지 지방도 제349호선 도로변
- 원주시 문막읍 반계리 반계저수지 지방도 제349호선 도로변

## 같이 보기
- 한국의 지질
- 한국의 화강암
- 불국사 화강암